# P902 Liberation (schip, 1954)
De P902 Libération is een patrouileschip van de Marinecomponent van de Belgische Strijdkrachten. De stad Floreffe is peterstad.
De Liberation is een van de rivier patrouille boten die in Duitsland werden gebouwd en door de Belgische strijdkrachten in Duitsland werden gebruikt. 
Dit type boten werd al ingezet tijdens de overstroming van 1953 omdat ze door hun geringe diepgang praktisch overal konden worden ingezet.
Het Rijnflottielje werd ontbonden in 1960 en werden aan de Marinebasis van Kallo toegewezen voor toezicht op de Schelde. Daarnaast deden vier boten dienst op de Congostroom.
Het schip heeft beschermingen als varend erfgoed (m.a.w. het valt onder het Decreet Varend Erfgoed). Voorlopige bescherming per 27/01/2012 en definitieve bescherming per 19/11/2012. In dat jaar is het overgedragen aan het Koninklijk Marine Cadettenkorps.